# Hassen Zlassi
Hassen Zlassi, né le 31 mai 1935 à Tunis (El Khallaline), est un footballeur tunisien. Il évolue au poste d'attaquant au Club africain entre 1952 et 1962.
Il s'affirme dès l'âge de 18 ans comme un compétiteur de premier rang et devient sans doute l'un des footballeurs emblématiques du Club Africain après l'indépendance. Aux qualités techniques remarquables, il associe la rapidité et le sens du but.
Un accident de la route survenu en 1962 le prive toutefois d'une carrière prometteuse.